# Doug Aarniokoski
Douglas Aarniokoski (nascut el 25 d'agost de 1965) és un director de televisió i productor nord-americà.
És conegut pel seu treball a les sèries de Star Trek: Discovery, Star Trek: Short Treks, Star Trek: Picard, Criminal Minds, S.W.A.T., i el drama de superherois de The CW Arrow. També va treballar en la sèrie de ficció sobrenatural de FOX Sleepy Hollow.

## Carrera
Aarniokoski va començar com a assistent de producció a Turner & Hooch i com a assistent personal de Tom Cruise a la seva pel·lícula de 1990 Dies de tro. Després va treballar al llargmetratge de terror de 1992 Doctor Mordrid, com a primer assistent de direcció. Va ser assistent de direcció en diverses altres pel·lícules com ara Obert fins a la matinada, Living Out Loud, The Faculty, i Spy Kids.
Més tard va començar a treballar com a director de segona unitat per pel·lícules com com El medalló, El mexicà, i Resident Evil: Extinció.
El seu debut com a director va ser amb la pel·lícula d'acció del 2000 Highlander: Endgame. Els seus altres crèdits inclouen Animals i The Day.
Va coescriure i dirigir el 2013 de terror Nurse 3D.
Aarniokoski ha dirigit 8 entregues de la sèrie de CBS Criminal Minds des del 2011, mentre dirigeix dos episodis de la sèrie d'origen de Green Arrow Arrow de The CW i una de les seves sèries germanes, The Flash.

### Sleepy Hollow
Durant la primera temporada de la sèrie de la FOX Sleepy Hollow, Aarniokoski va dirigir el setè episodi, "The Midnight Ride". A l'hivern de 2014, es va incorporar com a productor supervisor i director principal del programa. Des d'aleshores ha dirigit els episodis de la segona temporada "Go Where I Send Thee...", "And the Abyss Gazes Back", "Kali Yuga" i "Awakening".

### Limitless
El 2015, es va unir a la nova sèrie de CBS Limitless, com a productor i director supervisor. El programa anirà a càrrec de l'antic company de feina de Sleepy Hollow Mark Goffman.

## Filmografia
| Any  | Títol                              | Director | Guionista | Notes                        |
| ---- | ---------------------------------- | -------- | --------- | ---------------------------- |
| 1993 | Puppet Master 4                    | No       | Sí        | Direct-to-video              |
| 1994 | Puppet Master 5: The Final Chapter | No       | Sí        | Direct-to-video              |
| 2000 | Highlander: Endgame                | Sí       | No        |                              |
| 2009 | Animals                            | Sí       | No        | Acreditat com Arnold Cassius |
| 2011 | The Day                            | Sí       | No        |                              |
| 2014 | Nurse 3D                           | Sí       | Sí        |                              |

### Televisió
| Any       | Títol                  | Notes                                  |
| --------- | ---------------------- | -------------------------------------- |
| 2011–2014 | Criminal Minds         | 8 episodis                             |
| 2013–2015 | Sleepy Hollow          | 6 episodis                             |
| 2013      | Hungry                 |                                        |
| 2014–2015 | Arrow                  | Episodis "Seeing Red" i "Broken Arrow" |
| 2015      | The Flash              | Episodi "Rogue Air"                    |
| 2015–2016 | Limitless              | 4 episodis                             |
| 2016      | American Gothic        | Episodi "The Oxbow"                    |
| 2016–2017 | Bull                   | 4 episodis                             |
| 2017–2024 | Star Trek: Discovery   | 5 episodis                             |
| 2018      | Timeless               | Episodi "Mrs. Sherlock Holmes"         |
| 2018      | Instinct               | 3 episodis                             |
| 2018      | Salvation              | Episodi "White House Down"             |
| 2018      | Star Trek: Short Treks | Episodi "The Brightest Star"           |
| 2018–2023 | S.W.A.T.               | 5 episodis                             |
| 2019-2020 | Blue Bloods            | 3 episodis                             |
| 2020      | Charmed                | Episodi "Curse Words"                  |
| 2020–2023 | Star Trek: Picard      | 5 episodis                             |
| 2021      | Clarice                | 2 episodis                             |

### Crèdits d’actor
| Any  | Títol               | Paper                | Notes             |
| ---- | ------------------- | -------------------- | ----------------- |
| 1997 | Austin Powers       | Dr. Evil's Telephone | Veu, no acreditat |
| 1998 | The Faculty         | Brun Coach           |                   |
| 2000 | Highlander: Endgame | Kirk                 |                   |